# Arctosa serii
Arctosa serii este o specie de păianjeni din genul Arctosa, familia Lycosidae, descrisă de Roth și Brown, 1976. Conform Catalogue of Life specia Arctosa serii nu are subspecii cunoscute.